# Incursió a Russe
La incursió a Russe va ser la primera acció naval que va tenir lloc al Front de Romania durant la Primera Guerra Mundial. Va tenir lloc el primer dia de la campanya, el 27 d'agost de 1916, al mateix temps que les tropes romaneses travessaven la frontera per anar cap a Transsilvània, llavors part d'Àustria-Hongria.

## L'atac
Durant la nit del 27 d'agost de 1916, tres vaixells torpediners romanesos (l'antic Rândunica de 10 tones i els bucs del servei hidràulic convertits, Bujorescu i Catinca, cadascun armats amb dos torpedes en carros de fusta) van atacar la flotilla austrohongaresa del Danubi estacionada al port búlgar de Russe, formada per cinc monitors fluvials i quatre vaixells fluvials armats.
L'objectiu era enfonsar un dels monitors, però l'atac va fracassar en el seu propòsit immediat, ja que només van poder enfonsar una barcassa carregada de combustible (pel Rândunica, comandada pel capità Niculescu Rizea) i danyar un moll amb un altre torpede.
A causa d'aquest atac, la flotilla austrohongaresa del Danubi (comandada per Karl Lucich) es va retirar 130 km a l'oest al llarg del Danubi, i es va aturar a Belene. Posteriorment, els austrohongaresos van prendre mesures defensives.

## Conseqüències
Els tres tripulants del Rândunica van ser rebuts com a herois a Bucarest.
Els vaixells de guerra austrohongaresos retirats no van poder interferir a la posterior batalla de Tutrakan.